# 2482 Perkin
2482 Perkin è un asteroide della fascia principale, intitolato all'imprenditore statunitense Richard Scott Perkin e a sua moglie Gladys T. Perkin. Scoperto nel 1980, presenta un'orbita caratterizzata da un semiasse maggiore pari a 2,9277034 UA e da un'eccentricità di 0,0623698, inclinata di 3,13259° rispetto all'eclittica.